# رابینز، کالیفرنیا
رابینز (به انگلیسی: Robbins) یک منطقهٔ مسکونی در ایالات متحده آمریکا است که در شهرستان سوتر، کالیفرنیا واقع شده‌است. رابینز ۶٫۷۴۱ کیلومتر مربع مساحت و ۳۲۳ نفر جمعیت دارد و ۷٫۰۱ متر بالاتر از سطح دریا واقع شده‌است.